# Quay
Quay és una àrea no incorporada dels Estats Units a l'estat d'Oklahoma. Segons el cens del 2000 tenia 47 habitants. Dins d'Oklahoma es localitza als comtats de Pawnee i Payne. La comunitat es va desincorporar el 23 d'agost del 2000.

## Demografia
Segons el cens del 2000, Quay tenia 47 habitants, 15 habitatges, i 15 famílies. La densitat de població era de 95,5 habitants per km².
Dels 15 habitatges en un 46,7% hi vivien nens de menys de 18 anys, en un 86,7% hi vivien parelles casades, en un 6,7% dones solteres, i en un 0% no eren unitats familiars. En el 0% dels habitatges hi vivien persones soles el 0% de les quals corresponia a persones de 65 anys o més que vivien soles. El nombre mitjà de persones vivint en cada habitatge era de 3,13 i el nombre mitjà de persones que vivien en cada família era de 3,13.
Per edats la població es repartia de la següent manera: un 25,5% tenia menys de 18 anys, un 8,5% entre 18 i 24, un 25,5% entre 25 i 44, un 34% de 45 a 60 i un 6,4% 65 anys o més.
L'edat mediana era de 38 anys. Per cada 100 dones de 18 o més anys hi havia 94,4 homes.
La renda mediana per habitatge era de 23.438 $ i la renda mediana per família de 24.063 $. Els homes tenien una renda mediana de 26.875 $ mentre que les dones 0 $. La renda per capita de la població era de 9.736 $. Entorn del 13,3% de les famílies i el 25% de la població estaven per davall del llindar de pobresa.

## Poblacions més properes
El següent diagrama mostra les poblacions més properes.